# Патрік Мортенсен
Патрік Мортенсен (дан. Patrick Mortensen, нар. 13 липня 1989, Копенгаген) — данський футболіст, нападник клубу «Сарпсборг 08».

## Клубна кар'єра
Вихованець кількох футбольних клубів зі свого рідного Копенгагена. У дорослому футболі дебютував 2006 року виступами за команду «Фремад Амагер», в якій провів один сезон, взявши участь у 10 матчах другого дивізіону чемпіонату Данії.
Влітку 2007 року уклав контракт з «Брондбю», у складі якого 12 квітня 2008 року дебютував у данській Суперлізі, вийшовши на заміну замість Тобіаса Міккельсена у гру проти «Есб'єрга». Але заграти у новій команді не зумів і 1 вересня 2009 року перейшов у «Люнгбю», у складі якого провів наступні шість років своєї кар'єри гравця. Більшість часу, проведеного у складі «Люнгбю», був основним гравцем атакувальної ланки команди, зігравши у 166 іграх чемпіонату, з них 54 — у Суперлізі.
15 липня 2015 року на правах вільного агента перейшов у норвезький «Сарпсборг 08». З командою двічі став фіналістом Кубка Норвегії у 2015 та 2017 роках. Станом на 10 грудня 2018 року відіграв за команду із Сарпсборга 94 матчі в національному чемпіонаті.

## Виступи за збірну
Протягом 2010—2011 років залучався до складу молодіжної збірної Данії. На молодіжному рівні зіграв у 7 офіційних матчах, забив 2 голи.

## Статистика виступів

### Статистика клубних виступів
| Сезон                    | Клуб                     | Чемпіонат                | Чемпіонат | Чемпіонат | Національний кубок | Національний кубок | Національний кубок | Континентальні кубки | Континентальні кубки | Континентальні кубки | Суперкубки | Суперкубки | Суперкубки | Усього | Усього |
| Сезон                    | Клуб                     | Ліга                     | Ігор      | Голів     | Ліга               | Ігор               | Голів              | Ліга                 | Ігор                 | Голів                | Ліга       | Ігор       | Голів      | Ігор   | Голів  |
| ------------------------ | ------------------------ | ------------------------ | --------- | --------- | ------------------ | ------------------ | ------------------ | -------------------- | -------------------- | -------------------- | ---------- | ---------- | ---------- | ------ | ------ |
| 2006–07                  | «Фремад Амагер»          | 1Д (ІІ)                  | 10        | 1         | КД                 | ?                  | ?                  | -                    | -                    | -                    | -          | -          | -          | 10+    | 1+     |
| 2007–08                  | «Брондбю»                | СЛ                       | 3         | 0         | КД                 | ?                  | ?                  | -                    | -                    | -                    | -          | -          | -          | 3+     | 0+     |
| 2008–09                  | «Брондбю»                | СЛ                       | 0         | 0         | КД                 | 1                  | 2                  | -                    | -                    | -                    | -          | -          | -          | 1      | 2      |
| Усього за «Брондбю»      | Усього за «Брондбю»      | Усього за «Брондбю»      | 3         | 0         |                    | 1+                 | 2+                 |                      | -                    | -                    |            | -          | -          | 4+     | 2+     |
| 2009–10                  | «Люнгбю»                 | 1Д (ІІ)                  | 21        | 8         | КД                 | ?                  | ?                  | -                    | -                    | -                    | -          | -          | -          | 21+    | 8+     |
| 2010–11                  | «Люнгбю»                 | СЛ                       | 27        | 4         | КД                 | 2+                 | 1+                 | -                    | -                    | -                    | -          | -          | -          | 29+    | 5+     |
| 2011–12                  | «Люнгбю»                 | СЛ                       | 27        | 6         | КД                 | 1                  | 0                  | -                    | -                    | -                    | -          | -          | -          | 28     | 6      |
| 2012–13                  | «Люнгбю»                 | 1Д (ІІ)                  | 31        | 12        | КД                 | 3+                 | 3+                 | -                    | -                    | -                    | -          | -          | -          | 34+    | 15+    |
| 2013–14                  | «Люнгбю»                 | 1Д (ІІ)                  | 33        | 12        | КД                 | 4                  | 2                  | -                    | -                    | -                    | -          | -          | -          | 37     | 14     |
| 2014–15                  | «Люнгбю»                 | 1Д (ІІ)                  | 27        | 8         | КД                 | 1+                 | 1+                 | -                    | -                    | -                    | -          | -          | -          | ?      | 9+     |
| Усього за Lyngby         | Усього за Lyngby         | Усього за Lyngby         | 166       | 50        |                    | 11+                | 7+                 |                      | -                    | -                    |            | -          | -          | 177+   | 57+    |
| 2015                     | «Сарпсборг 08»           | ЕС                       | 10        | 3         | КН                 | 3                  | 3                  | -                    | -                    | -                    | -          | -          | -          | 13     | 6      |
| 2016                     | «Сарпсборг 08»           | ЕС                       | 26        | 5         | КН                 | 3                  | 2                  | -                    | -                    | -                    | -          | -          | -          | 29     | 7      |
| 2017                     | «Сарпсборг 08»           | ЕС                       | 30        | 12        | КН                 | 5                  | 3                  | -                    | -                    | -                    | -          | -          | -          | 35     | 15     |
| Усього за «Сарпсборг 08» | Усього за «Сарпсборг 08» | Усього за «Сарпсборг 08» | 66        | 20        |                    | 11                 | 8                  |                      | -                    | -                    |            | -          | -          | 77     | 28     |
| Усього за кар'єру        | Усього за кар'єру        | Усього за кар'єру        | 245       | 71        |                    | 23+                | 17+                |                      | -                    | -                    |            | -          | -          | 268+   | 88+    |